# Onthophagus vasiljevi
Onthophagus vasiljevi är en skalbaggsart som beskrevs av Kabakov 1983. Onthophagus vasiljevi ingår i släktet Onthophagus och familjen bladhorningar. Inga underarter finns listade i Catalogue of Life.